# Anampses lennardi
Anampses lennardi Scott, 1959 è un pesce di acqua salata appartenente alla famiglia Labridae.

## Habitat e Distribuzione
Proviene dall'est dell'oceano Indiano; è endemico della costa nord-ovest dell'Australia. Nuota nelle acque costiere a profondità di circa 25 m.

## Descrizione
Presenta un corpo compresso lateralmente, alto e non molto allungato, con la testa relativamente appuntita. La pinna dorsale e la pinna anale sono abbastanza alte, mentre la pinna caudale non è biforcuta e ha un margine abbastanza allungato. Non supera i 28 cm.
La livrea non varia molto particolarmente, il colore di sfondo è sempre azzurro. Le femmine sono azzurre con delle strisce orizzontali arancioni abbastanza marcate, quasi assenti nei maschi adulti. Questi ultimi hanno la testa macchiata di verde e marrone.

## Biologia

### Comportamento
È una specie che nuota prevalentemente in coppie o solitaria.

### Alimentazione
Ha una dieta non particolarmente varia, prevalentemente carnivora, composta soprattutto da varie specie di piccoli invertebrati marini.

### Riproduzione
È oviparo e la fecondazione è esterna; non ci sono cure nei confronti delle uova, che vengono disperse nell'acqua.

## Conservazione
Questa specie viene saltuariamente pescata come alimento, ma non è minacciata da nessun particolare pericolo, per questo è classificata come "a rischio minimo" (LC).